# Gorno Botevo, Stara Zagora
Gorno Botevo (în bulgară Горно Ботево) este un sat în comuna Stara Zagora, regiunea Stara Zagora,  Bulgaria. 

## Demografie
Componența etnică a satului Gorno Botevo
     Romi (22,75%)
     Bulgari (74,97%)
     Nicio identificare (2,27%)
     Altele (0%)
La recensământul din 2011, populația satului Gorno Botevo era de 835 locuitori. Din punct de vedere etnic, majoritatea locuitorilor (74,97%) erau bulgari, cu o minoritate de romi (22,75%). Pentru 2,27% din locuitori nu este cunoscută apartenența etnică.